# 津田村 (三重県)
津田村（つだむら）は三重県多気郡にあった村。現在の多気町の北東部、櫛田川の中流右岸にあたる。

## 地理
- 山岳：城山
- 河川：櫛田川
- 峠：丹生峠

## 歴史
- 1889年（明治22年）4月1日 - 町村制の施行により、多気郡佐伯中村・三疋田村・四疋田村・井内林村・鍬形村・牧村・津留村の区域をもって津田村が成立。
- 1955年（昭和30年）3月31日 - 多気郡相可町・佐奈村と新設合併して多気町が発足。同日津田村廃止。

## 特産物
- 伊勢いも

## 交通

### 道路
現在は旧村域を伊勢自動車道が通過するが、当時は未開通。